# روبي ياب
روبي ياب (بالملايوية: Ruby Yap)‏ هي ممثلة ماليزية، ولدت في 28 ديسمبر 1991 في كوالالمبور في ماليزيا.

## وصلات خارجية
- روبي ياب على موقع IMDb (الإنجليزية)
- روبي ياب على موقع قاعدة بيانات الفيلم (الإنجليزية)